# Орден «За військові подвиги»
Орден «За військові подвиги» (в'єт. Huân chương quân công) — військова нагорода в'єтнамського уряду, що вручається за подвиги на полі бою, за значні досягнення у бойових навчаннях, національній та цивільній обороні, а також у разі героїчної загибелі.